# کرن نایبرگ

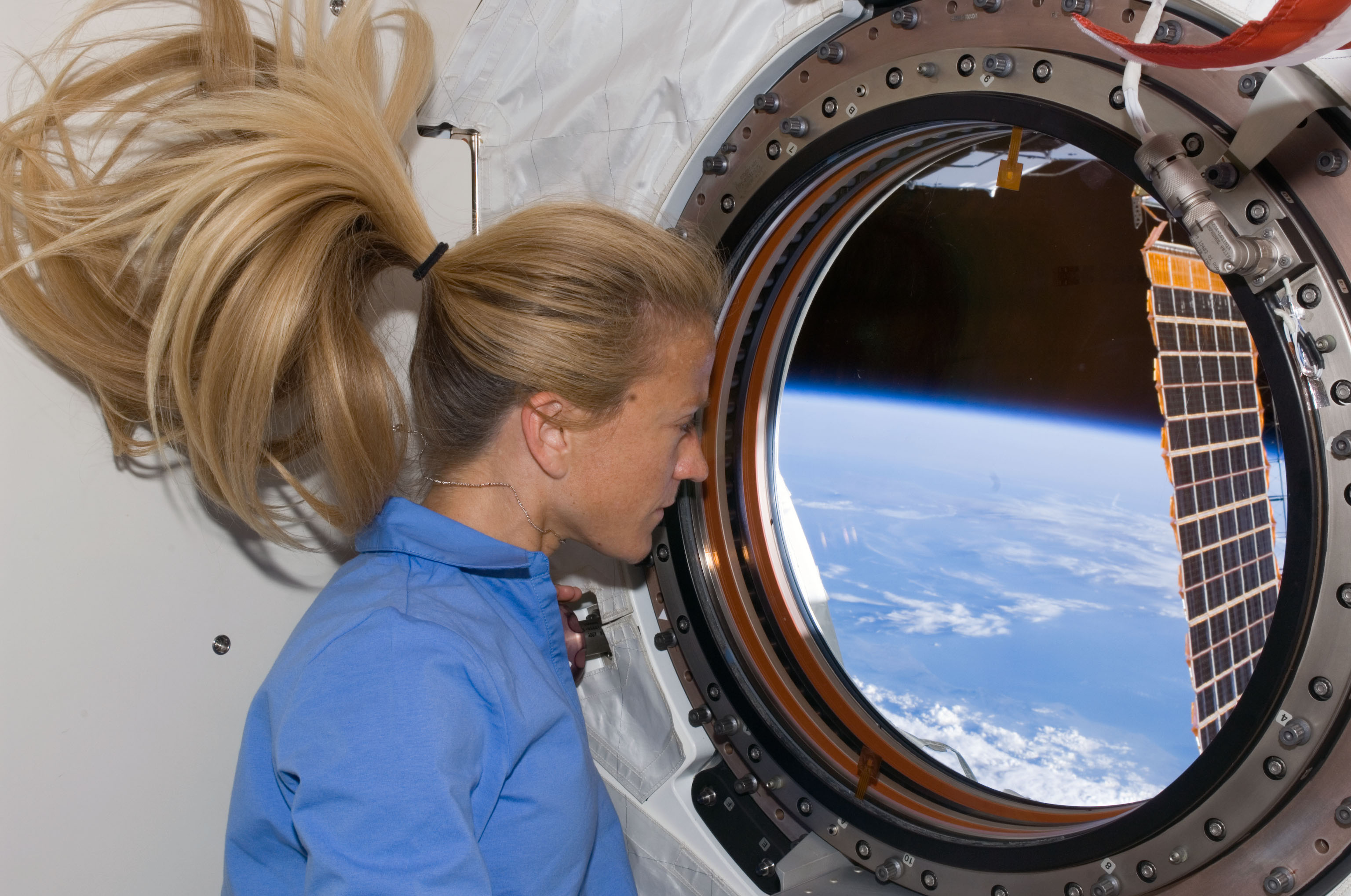

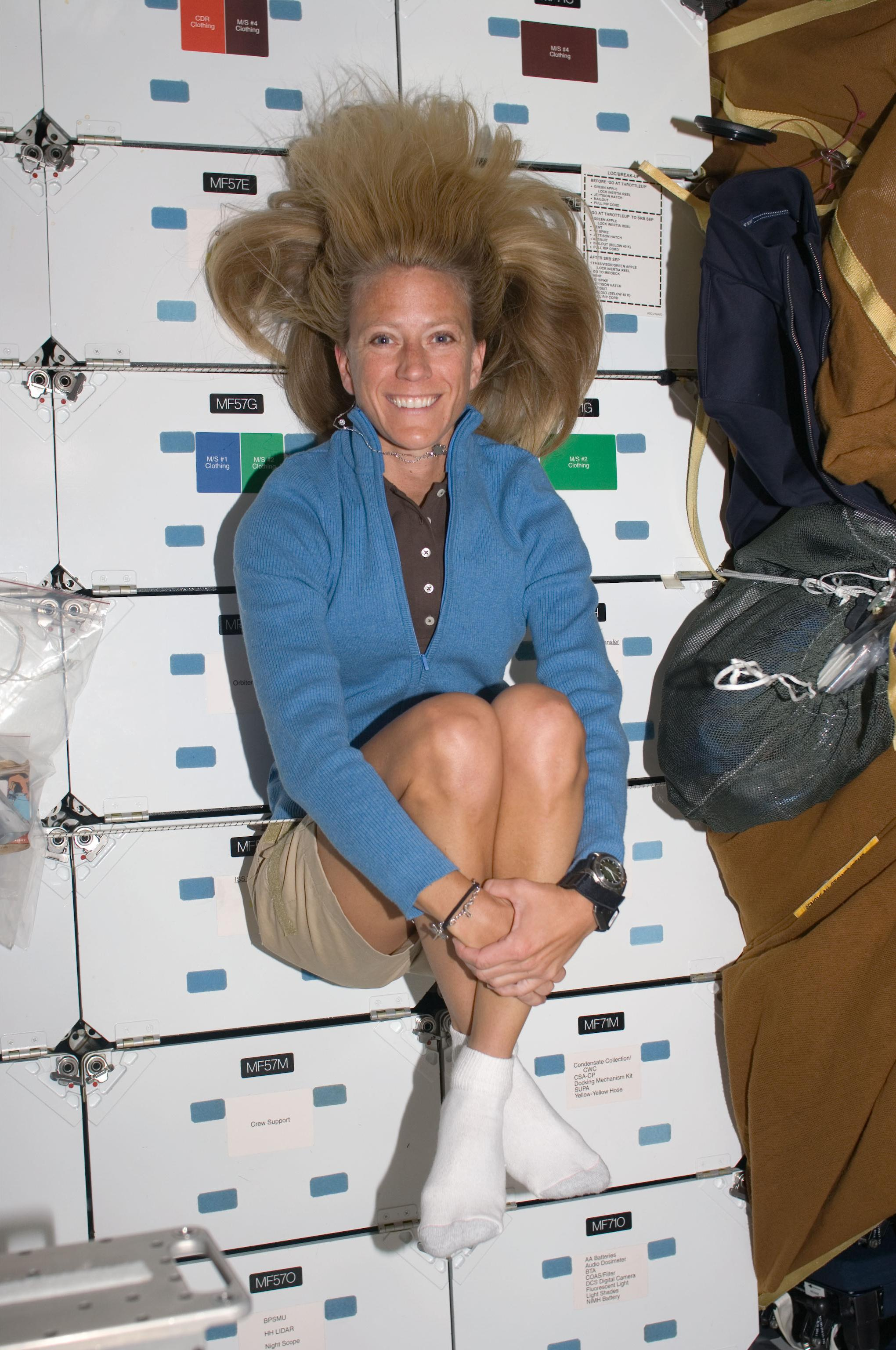
کرن نایبرگ در حالت بی وزنی، در عرشه میانی فضاپیمای دیسکاوری در حالی که به ایستگاه فضایی بین‌المللی متصل است، برای گرفتن عکس لبخند می‌زند.

کرن لوژان نایبرگ (به انگلیسی: Karen LuJean Nyberg) فضانورد و مهندس آمریکاییست.
خانم نایبرگ متولد ۱۹۶۹ ایالت مینه‌سوتا بوده و دکترای خود را در رشته مهندسی مکانیک-حرارت از دانشگاه تگزاس در آستین دریافت نموده است.
وی در ماموریت STS-124 شرکت خواهد داشت.
خانم نایبرگ همچنین درجه کارشناسی خود را از دانشگاه داکوتای شمالی با معدل ۴/۴ (۲۰ در سیستم ایرانی) دریافت نمود.

## جستارهای مربوطه
- زنان فضانورد